# Kancelaria Prezydenta Republiki Słowackiej
Kancelaria Prezydenta Republiki Słowackiej (słow. Kancelária prezidenta Slovenskej republiky) – słowacki urząd obsługujący Prezydenta Słowacji i zapewniający realizację jego zadań jako głowy państwa.

## Zadania
Kancelaria Prezydenta Republiki Słowackiej została utworzona 1 stycznia 1993 roku na podstawie Ustawy z dnia 22 grudnia 1992 roku o Kancelarii Prezydenta Republiki Słowackiej. Do zadań kancelarii należy obsługa administracyjna i budżetowa prezydenta oraz obsługę, wykonywanie i zapewnienie wykonywania przez prezydenta jego obowiązków i innych czynności wynikających z konstytucji, ustaw i innych obowiązujących przepisów . Kancelaria mieści się w pałacu Karátsonyiego na ulicy Štefánikovej 2 w Bratysławie. Prowadzi również biuro regionalne w Koszycach . Biuro regionalne w Bańskiej Bystrzycy zostało zamknięte 1 stycznia 2021. Do zadań Kancelarii należy również zarządzanie trzema zabytkowymi nieruchomościami: pałacem Grasalkovicia   i pałacem Karátsonyiego  w Bratysławie oraz zameczkiem myśliwskim Hohenlohe w Jaworzynie Tatrzańskiej  .

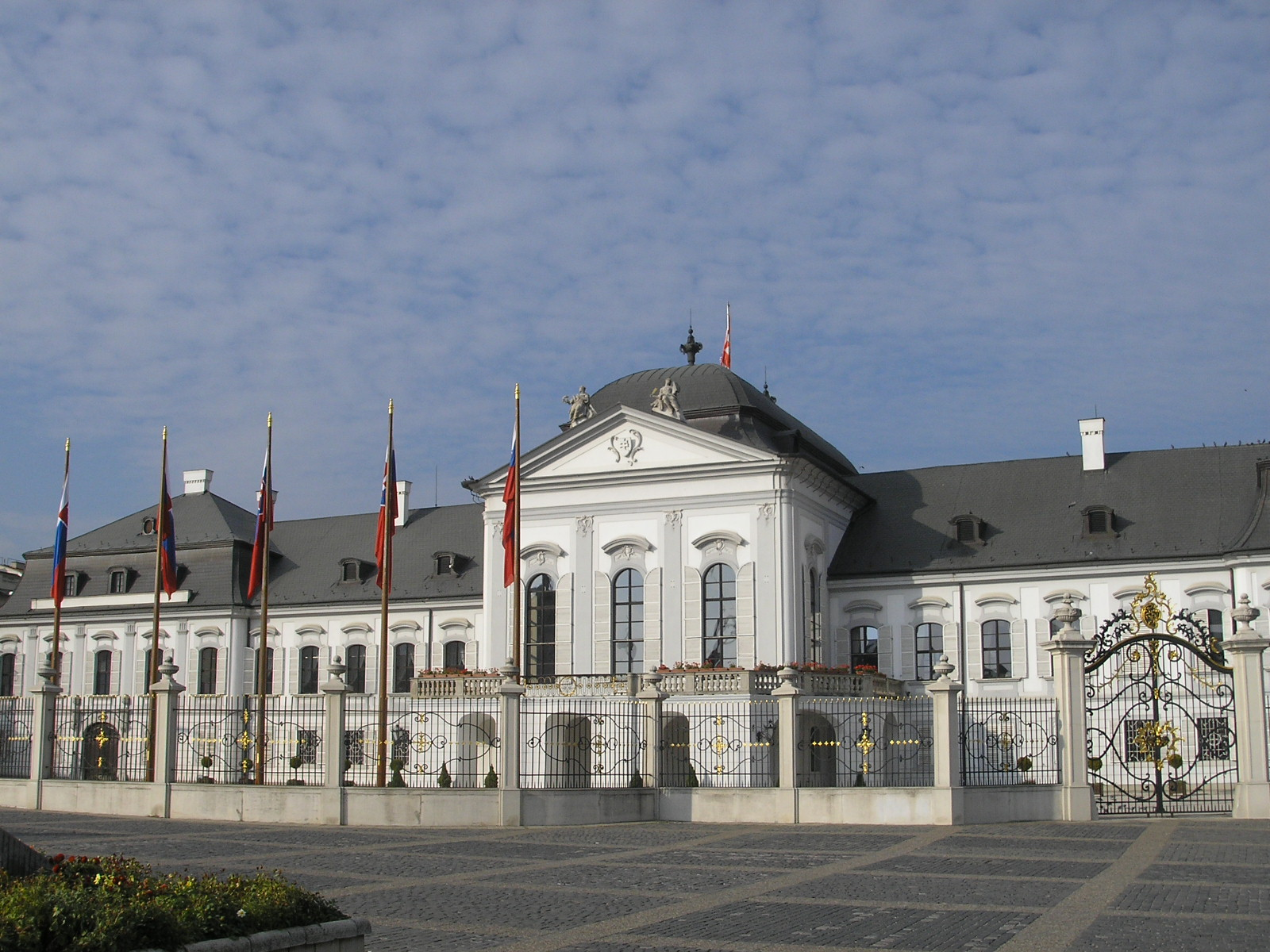
Pałac Grasalkovicia w Bratysławie – siedziba prezydenta
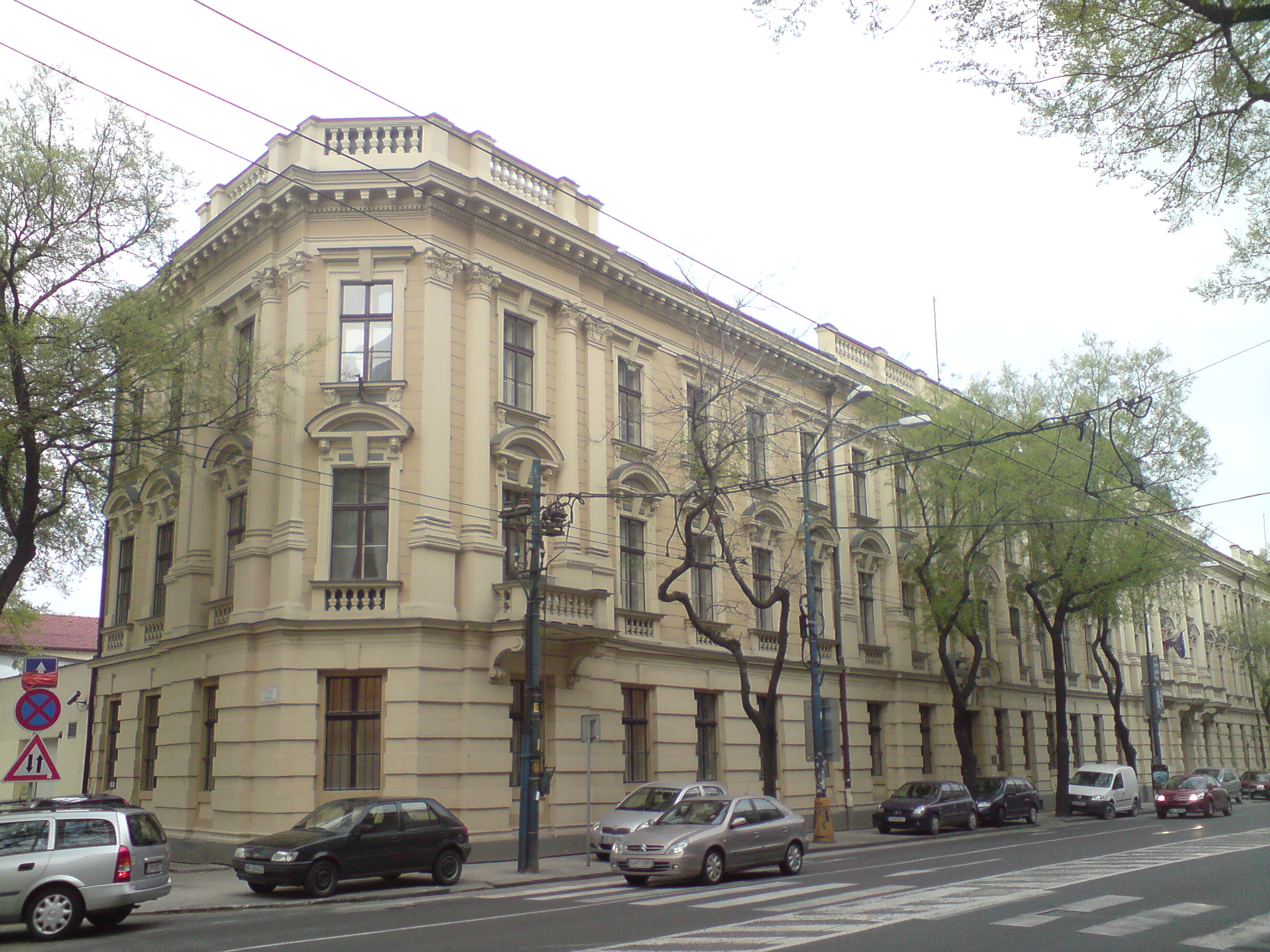
Pałac Karátsonyiego w Bratysławie – siedziba kancelarii
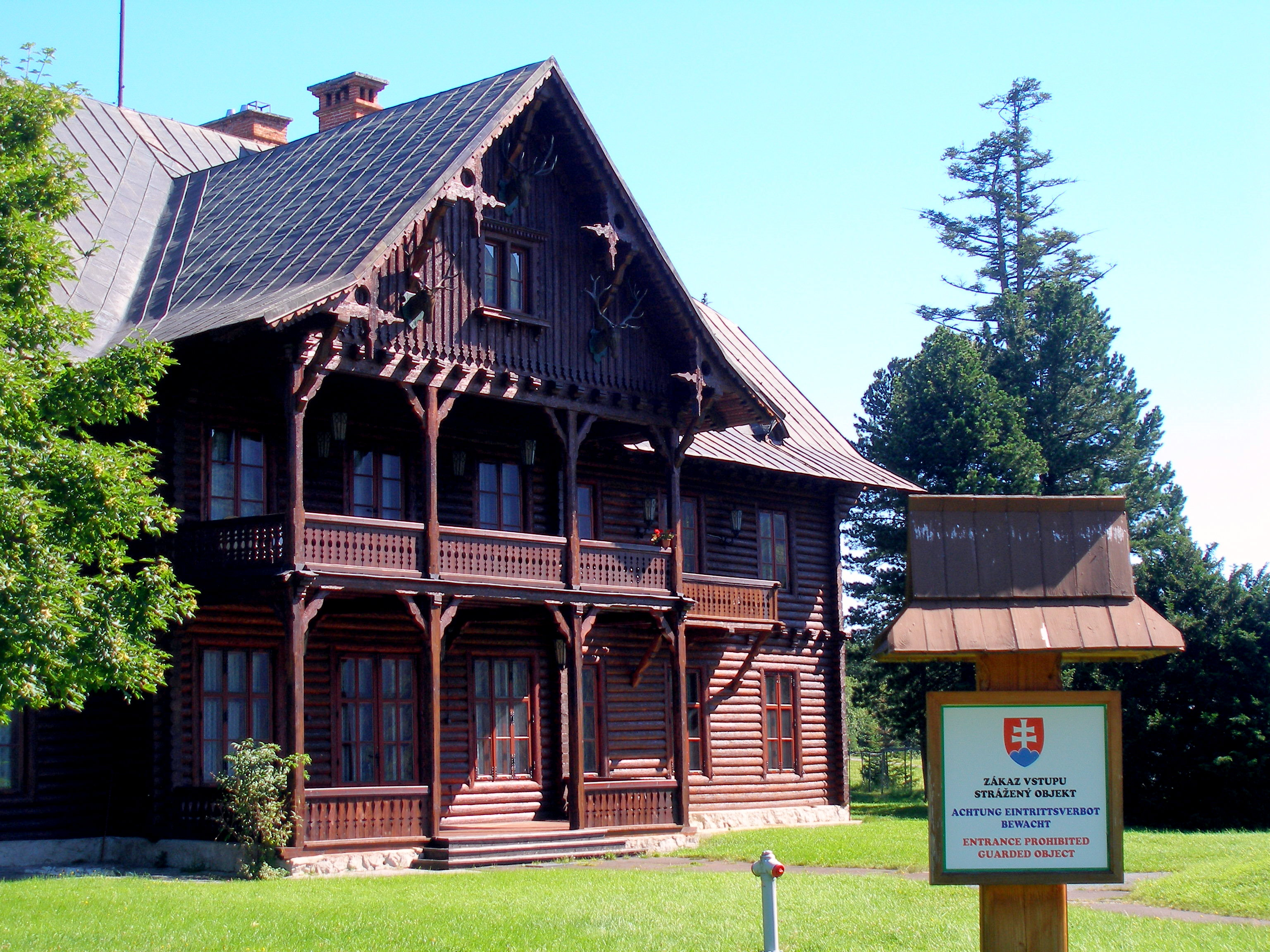
Pałac myśliwski Hohenlohe w Jaworzynie Tatrzańskiej

## Struktura
Na czele kancelarii stoi jej szef (słow. vedúci Kancelárie prezidenta Slovenskej republiky), powoływany i odwoływany przez prezydenta, który odpowiada za całość pracy kancelarii. Podlegają mu Sekretariat Prezydenta (Sekretariát prezidenta republiky), Sekretariat Szefa Kancelarii (Sekretariát vedúceho kancelárie) z działem audytu wewnętrznego (oddelenie vnútorného auditu) kierowanym bezpośrednio przez Szefa Kancelarii oraz 9 departamentów :
- polityki wewnętrznej (Odbor vnútornej politiky),
- polityki zagranicznej (Odbor zahraničnej politiky),
- protokołu (Odbor protokolu),
- komunikacji (Odbor komunikácie),
- legislacji i prawa łaski (Odbor legislatívy a milostí),
  - dział legislacji (oddelenie legislatívy),
  - dział prawa łaski (oddelenie milostí),
- ekonomiki i administracji (Odbor ekonomiky a správy),
  - dział zamówień publicznych(oddelenie verejného obstarávania),
  - dział budżetu i finansów (oddelenie rozpočtu a financovania),
  - dział administracji i budynków (oddelenie správy a budov),
- bezpieczeństwa i archiwum (Odbor bezpečnosti a archívu),
- IT (Odbor informačných technológií),
- biuro kadr (Osobný úrad).

## Szefowie Kancelarii
Na przestrzeni lat funkcję tę pełnili:
- Ján Findra (1993 – 2000)[8]
- Ľudovít Macháček (2000 – 2001)
- Jozef Širotňák (2001 – 2002)
- Jozef Stank (2002 – 2004)[9]
- Milan Čič (2004 – 2012)[10]
- Ján Šoth (2012 – 2015)[11]
- Štefan Rozkopál (2015 – nadal)[1]